# Pan Pierre Koulibaly
Pan Pierre Koulibaly (ur. 24 marca 1986 w Wagadugu) – burkiński piłkarz grający na pozycji napastnika. Od 2017 roku jest zawodnikiem klubu JS de Kasbah Tadla.

## Kariera klubowa
Swoją karierę piłkarską Koulibaly rozpoczął klubie Étoile Filante Wagadugu. W jego barwach zadebiutował w 2004 roku w burkińskiej Superdivision. W sezonie 2005/2006 zdobył z nim Puchar Burkiny Faso.
W 2007 roku Koulibaly przeszedł do libijskiego klubu Al-Ittihad Trypolis. W sezonach 2007/2008, 2008/2009 i 2009/2010 wywalczył z nim trzy mistrzostwa Libii. Wraz z Al-Ittihad zdobył też Puchar Libii (2009) i trzy Superpuchary Libii (2008, 2009, 2010).
Na początku 2011 roku Koulibaly został zawodnikiem belgijskiego KV Mechelen. W Eerste klasse A zadebiutował 12 lutego 2011 w wygranym 3:1 domowym meczu z KVC Westerlo. Wiosną 2012 odszedł do drugoligowego SK Sint-Niklaas. Z kolei latem 2012 został piłkarzem Al-Thaid ze Zjednoczonych Emiratów Arabskich. Następnie grał w omańskim Saham Club i Étoile Filante. W 2017 przeszedł do marokańskiego JS de Kasbah Tadla.

## Kariera reprezentacyjna
W reprezentacji Burkiny Faso Koulibaly zadebiutował w 2006 roku. W 2013 roku został powołany do kadry na Puchar Narodów Afryki 2013.